# Los del Rio
Los del Rio er en spansk musikduo bestående af Antonio Romero Monge og Rafael Ruiz Perdigones (begge født i 1948). Gruppen blev dannet i 1962 og er mest kendt for sangen Macarena der udkom i 1993.